# خانه آخرت
خانه تاریخی عمارت قاجاریه شیراز مربوط به دوره قاجار است و در شیراز، خیابان بین الحرمین، بعد از مسجد جامع عتیق، محله بیات طاق مختاری پلاک 26( خیابان لطفعلی خان زند. کوچه 41 پلاک 26) واقع شده و این اثر در تاریخ ۱۱ شهریور ۱۳۸۲ با شمارهٔ ثبت ۹۷۹۸ به‌عنوان یکی از آثار ملی ایران به ثبت رسیده است.